# Блаубойрен
Блаубойрен (на немски: Blaubeuren) е град в регион Тюбинген в Изтока на Баден-Вюртемберг, Германия с 12 104 жители (към 31 декември 2016).
Градът се намира близо до Улм и на ок. 12 km въздушна линия от Щутгарт и Мюнхен.
За пръв път е споменат през 1267 г. През 1085 г. тук е основан манастирът Блаубойрен.